# محمد البکری
محمد البکری (عربی: محمد احمد البكري؛ زادهٔ ۲۸ مارس ۱۹۹۷) بازیکن فوتبال اهل قطر است.

## تیم ملی
وی همچنین در تیم‌های ملی فوتبال زیر ۲۳ سال قطر، و قطر بازی کرده‌است.